# Kościół św. Floriana w Koprzywnicy
Pocysterski kościół św. Floriana w Koprzywnicy, pierwotne wezwanie z czasów poświęcenia kościoła: św. Floriana i Najświętszej Marii Panny – rzymskokatolicka świątynia powstała wraz z budynkami klasztornymi opactwa cystersów. Fundacji klasztoru dokonał komes Mikołaj Bogoria ze Skotnik, który sprowadził cystersów w roku 1183 z Morimondu. Budynki powstały w stylu romańskim między rokiem 1207 a 1220. Na przestrzeni wieków remontowano i odnawiano kościół, co sprawia, że wewnątrz dominuje barok. W 1819 roku władze carskie kasują zakon. Decyzją biskupa sandomierskiego z 1821 r. ustanowiono tam parafię.
Dawne opactwo cystersów funkcjonujące w latach 1183–1819, filia bezpośrednia francuskiego Morimond. Było to jedno z najdalej na wschód wysuniętych opactw cysterskich w Europie.
Na terenach klasztornych, w niedalekiej odległości od budynku kościoła św. Floriana, znajdowały się świątynie: Świętego Ducha oraz św. Leonarda.
4 maja 1995 roku do kościoła sprowadzono relikwie patrona parafii.
Współcześnie kościół pocysterski pod wezwaniem św. Floriana pełni funkcję świątyni parafialnej. Z zabudowań klasztornych zachowało się jedynie wschodnie skrzydło. Pomieszczenia poklasztorne obecnie są nieużywane, z wyjątkiem dobrze zachowanego kapitularza, w którym urządzono lapidarium.

## Historia

### Fundacja
Opactwo ufundowane zostało około 1183 przez komesa Mikołaja Bogorię Skotnickiego, przy współudziale księcia Kazimierza Sprawiedliwego. Mikołaj wydzielił ze swoich posiadłości sporą część swoich dóbr i przekazał je pod fundację klasztoru. W 1185 do klasztoru przybyli z opactwa Morimond pierwsi mnisi wraz z opatem Teodorykiem. Dzięki staraniom komesa książę zwolnił zakonników z podatków oraz nadał im pierwsze uposażenie, które stanowiło 10 okolicznych wsi.

### Rozwój

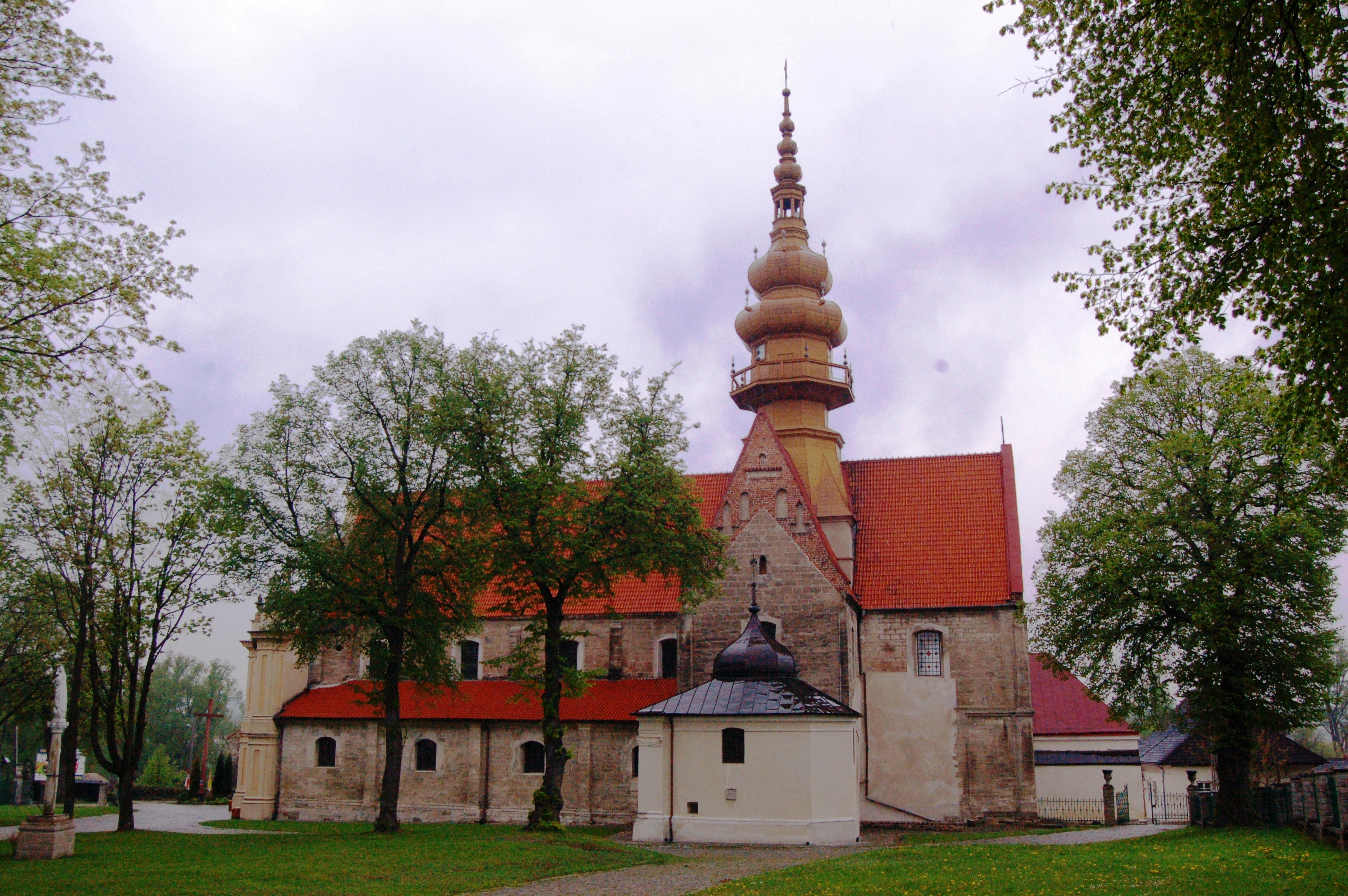
Kościół klasztorny w Koprzywnicy

Na początku XIII wieku rozpoczęto budowę kościoła klasztornego. Kościół – wznoszony w stylu romańskim pod okiem mistrza Simona (który znany jest również z budowy kościoła w Wąchocku) – konsekrował w 1207 biskup krakowski Pełka (znany również jako Fulko), nadając mu wezwanie Najświętszej Marii Panny i św. Floriana. Klasztor koprzywnicki był celem najazdu mongolskiego w 1241, w wyniku którego został zdewastowany i ograbiony. Podobne zniszczenia miały miejsce również podczas drugiego najazdu w 1259. Odbudowę klasztoru po tych zniszczeniach wspierał książę Bolesław Wstydliwy nadając zakonnikom liczne przywileje. Również Koprzywnica otrzymała szereg przywilejów, w tym przywilej miejski na prawie magdeburskim.
Na początku XIV wieku staraniem arcybiskupa gnieźnieńskiego Jarosława Bogorii Skotnickiego przeprowadzono znaczną przebudowę klasztoru nadając mu cechy gotyckie. W 1461 opat Mikołaj z Trzebnicy zapoczątkował gruntowny remont, kontynuowany jeszcze przez jego następcę Mikołaja z Przeworska, w czasie którego wzniesiono między innymi murowane krużganki. W 1508 kościół i klasztor uległy zniszczeniom na skutek pożaru. Odbudowy zniszczeń dokonał opat Mikołaj z Robczyc. W 1620 za rządów Hieronima Ossolińskiego wzniesiony został pałac opacki zwany "Opatówką", a trzydzieści lat później opat Zbigniew Ossoliński odnowił kościół oraz wybudował na skrzyżowaniu naw potężną sygnaturkę (wykonaną w 1678 przez krakowskiego mistrza Michała Pfafa), przypominającą odwrócony do góry dnem kielich. W drugiej połowie XVII wieku przeprowadzone zostały pod nadzorem opata Krzysztofa Skotnickiego ostatnie przed kasatą, gruntowne prace modernizacyjne nadające klasztorowi elementy barokowe, w tym istniejącą do dziś, a zaprojektowaną przez jezuitę ks. Józefa Karśnickiego, fasadę kościoła. W 1819 władze carskie wydały dekret kasacyjny klasztoru, wprowadzony w życie przez władze Królestwa Polskiego.

### Po sekularyzacji
Po kasacie opactwa – staraniem biskupa sandomierskiego Prospera Burzyńskiego w 1821 – kościół klasztorny został przejęty przez diecezję i pełni od tego czasu funkcję świątyni parafialnej. Mimo kasaty klasztoru cystersi pozostali w Koprzywnicy, aż do śmierci ostatniego z nich. Ze względu na niekorzystanie z budynków klasztornych, ich stan uległ szybkiemu pogorszeniu. Doprowadziło to w konsekwencji do rozebrania większości zabudowań klasztornych, przy czym głównym celem było pozyskanie materiału budowlanego. Dużych zniszczeń doświadczyły zabudowania opactwa w czasie wojen. W czasie I wojny światowej, podczas pożaru w 1915, spłonęły dachy kościoła i klasztoru oraz wieża sygnaturki. Po pożarze rozebrano część klasztoru, z wyjątkiem skrzydła wschodniego, a kościół przez długi czas był nakryty dachem ze słomy. Po wojnie prace remontowe prowadzono w latach 1948–1949, natomiast gruntowne badania i konserwację wnętrza przeprowadzono w latach 1960–1964. Odnowiono polichromie, ołtarze oraz wybudowano wieżę na wzór pierwotnie istniejącej. W 1995 do kościoła sprowadzono relikwie św. Floriana.

## Architektura

### Kościół klasztorny

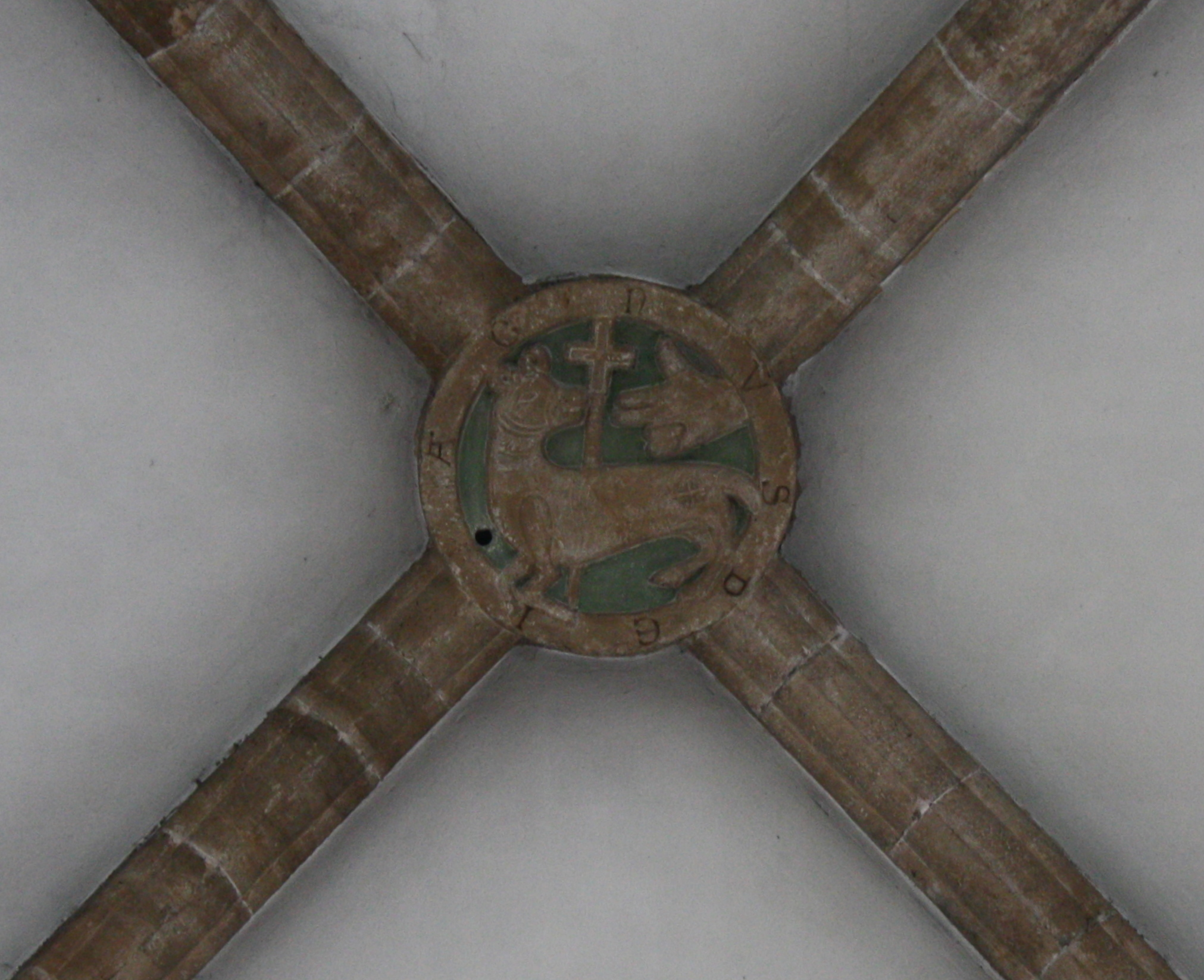
Zwornik romański

Kościół klasztorny zachował w stanie prawie nienaruszonym do czasów współczesnych bryłę, układ wnętrza, system konstrukcyjny oraz detale architektoniczne. Współczesna fasada wykonana została podczas przebudowy w XVIII wieku. Kościół jest budowlą bazylikową, trójnawową, o systemie filarowym z transeptem, przykryta sklepieniem krzyżowo-żebrowym, z prostokątnym prezbiterium. Zawiera elementy architektury romańskiej, w tym wykonane z ciosów kamiennych sklepienia ostrołukowe, fryz ząbkowy oraz zamurowaną rozetę. Filary i półkolumny są zdobione płaskorzeźbionymi ornamentami geometrycznymi i roślinnymi, natomiast zworniki zdobione są tak zwaną dekoracją plecionkową. Szczególnie cenny zwornik przedstawiający Baranka Bożego znajduje się na przecięciu naw.
W konstrukcji kościoła i klasztoru zauważyć można wpływ przebudów i renowacji w kolejnych wiekach. Z pozostałości gotyckich zachowały się gotyckie polichromie z pocz. XV w. Na południowej ścianie prezbiterium widoczne są sceny Sądu Ostatecznego oraz dzieje Marii w historii zbawienia. Gotycki charakter mają pozostałości krużganków w postaci śladów ostrych łuków na północnej ścianie kościoła. Efektem gotyckich przebudów są również podniesione szczyty uzupełnione cegłą.

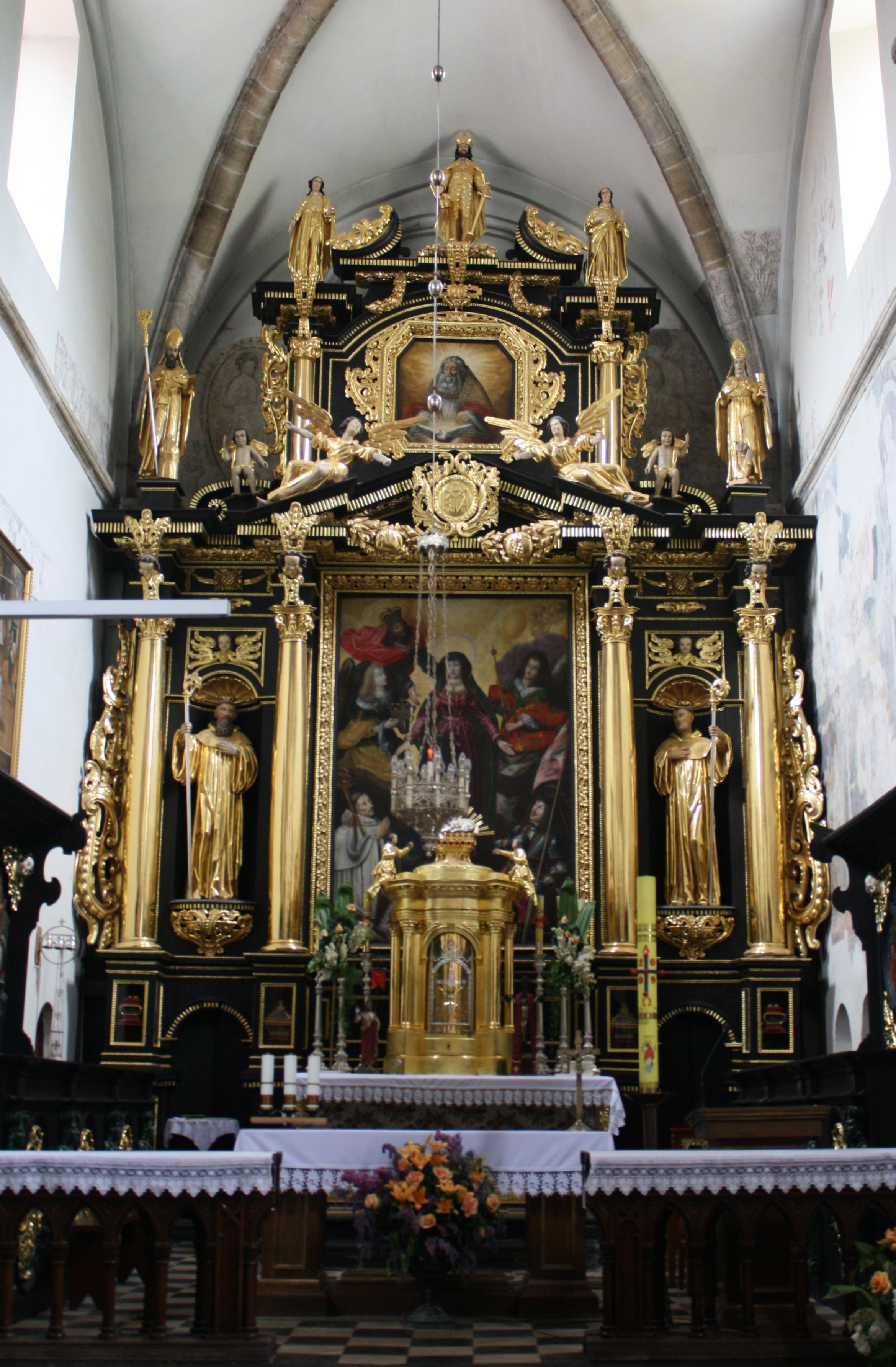
Ołtarz główny z obrazem Bartłomieja Strobla

Wpływ baroku na wygląd kościoła uwidacznia się nie tylko wyglądem zachodniej fasady, ale przede wszystkim wyposażeniem wnętrza. Wczesnobarokowy ołtarz główny wybudowany został w 1645. Umieszczono w nim namalowany w tym samym roku obraz Bartłomieja Strobla przedstawiający Wniebowzięcie Najświętszej Maryi Panny. U dołu obrazu namalowane zostały klęczące postaci św. Floriana i św. Bernarda. Zgodnie z tradycją Strobel sportretował na tym obrazie sobie współczesnych, w tym króla Władysława IV Wazę. Inny barokowy ołtarz, bogato złocony pod wezwaniem Matki Bożej Różańcowej z obrazem Matki Bożej z Dzieciątkiem znajduje się po prawej stronie prezbiterium. Ołtarz został ufundowany przez opata Franciszka Rzerowskiego na początku XVII wieku. W kościele znajdują się jeszcze między innymi ołtarze św. Walentego, Pana Jezusa Ukrzyżowanego i św. Anny Samotrzeć. Zabytkowe stalle mają malowane na zapleckach sceny z życia św. Bernarda z Clairvaux.

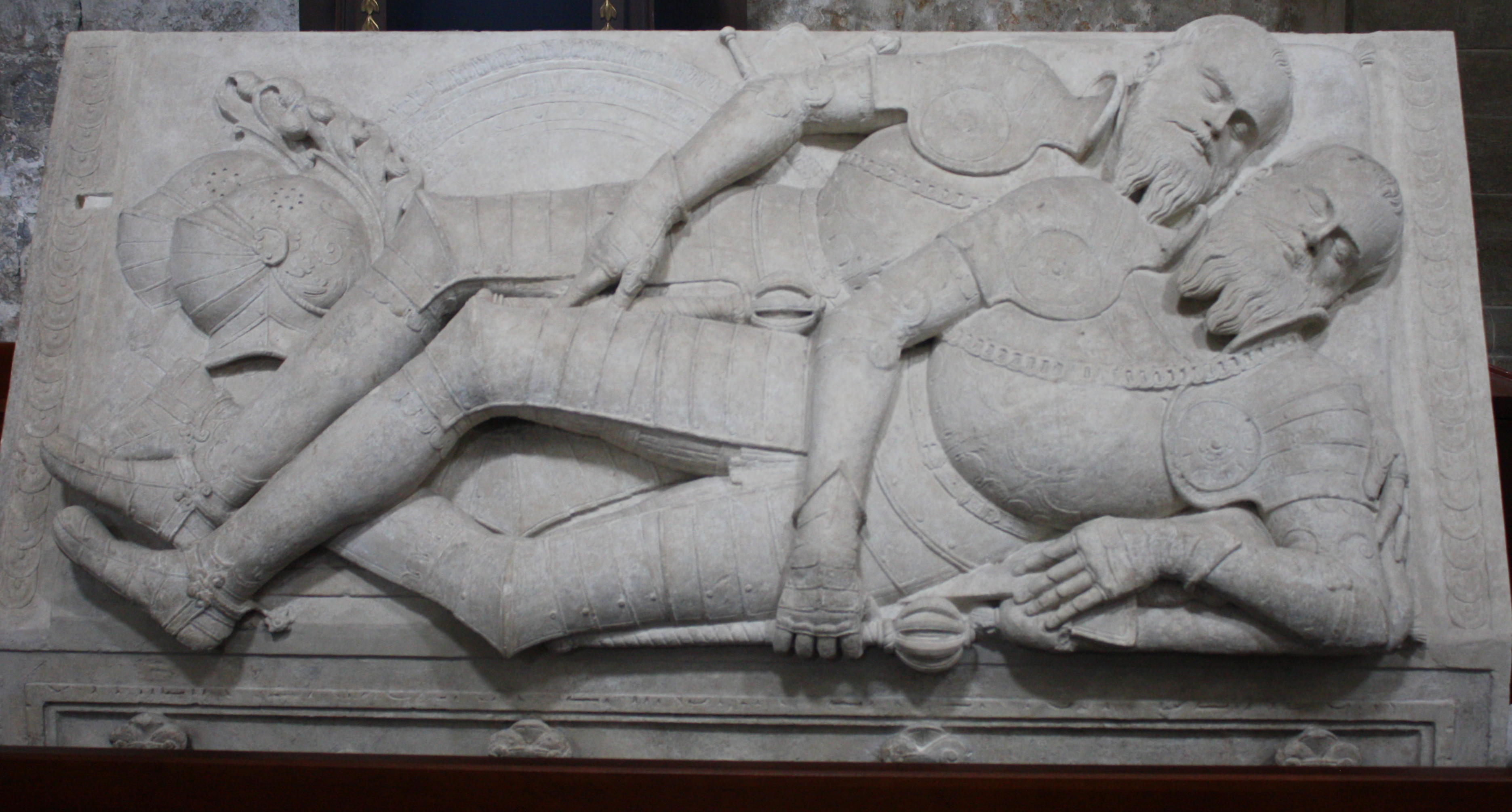
Sarkofag Niedrzwickich

Innym ciekawym elementem wyposażenia kościoła jest ambona wykonana w stylu regencji, pochodząca z około 1730 roku. Nad amboną umieszczony jest baldachim. Unoszony przez anioły i putta na tle obłoków i draperii, zwieńczony jest rzeźbą pelikana. Interesujące są również nagrobki i epitafia, w szczególności sarkofag Niedrzwickich z 1581 roku, wykonany przez rzeźbiarza Santi Gucci.